# Kobayashi Yu (cầu thủ bóng đá)
Kobayashi Yu (小林 悠 Kobayashi Yu, sinh ngày 23 tháng 9 năm 1987 ở Tokyo) là một cầu thủ bóng đá người Nhật Bản hiện tại thi đấu cho Kawasaki Frontale.

## Thống kê sự nghiệp
Cập nhật đến ngày 07 tháng 1 năm 2018.
| Thành tích câu lạc bộ | Thành tích câu lạc bộ | Thành tích câu lạc bộ | Giải vô địch | Giải vô địch | Cúp                   | Cúp                   | Cúp Liên đoàn | Cúp Liên đoàn | Châu lục | Châu lục  | Tổng cộng | Tổng cộng |
| Mùa giải              | Câu lạc bộ            | Giải vô địch          | Số trận      | Bàn thắng    | Số trận               | Bàn thắng             | Số trận       | Bàn thắng     | Số trận  | Bàn thắng | Số trận   | Bàn thắng |
| Nhật Bản              | Nhật Bản              | Nhật Bản              | Giải vô địch | Giải vô địch | Cúp Hoàng đế Nhật Bản | Cúp Hoàng đế Nhật Bản | Cúp Liên đoàn | Cúp Liên đoàn | AFC      | AFC       | Tổng cộng | Tổng cộng |
| --------------------- | --------------------- | --------------------- | ------------ | ------------ | --------------------- | --------------------- | ------------- | ------------- | -------- | --------- | --------- | --------- |
| 2008                  | Mito HollyHock        | J2 League             | 5            | 0            | 0                     | 0                     | –             | –             | –        | –         | 5         | 0         |
| 2010                  | Kawasaki Frontale     | J1 League             | 6            | 0            | 2                     | 2                     | 0             | 0             | –        | –         | 8         | 2         |
| 2011                  | Kawasaki Frontale     | J1 League             | 32           | 12           | 3                     | 2                     | 4             | 2             | –        | –         | 39        | 14        |
| 2012                  | Kawasaki Frontale     | J1 League             | 26           | 6            | 3                     | 2                     | 6             | 2             | –        | –         | 35        | 10        |
| 2013                  | Kawasaki Frontale     | J1 League             | 23           | 5            | 2                     | 0                     | 8             | 2             | –        | –         | 33        | 7         |
| 2014                  | Kawasaki Frontale     | J1 League             | 30           | 12           | 2                     | 0                     | 2             | 0             | 6        | 3         | 40        | 15        |
| 2015                  | Kawasaki Frontale     | J1 League             | 18           | 5            | 2                     | 0                     | 1             | 0             | –        | –         | 21        | 5         |
| 2016                  | Kawasaki Frontale     | J1 League             | 32           | 15           | 3                     | 1                     | 2             | 0             | –        | –         | 37        | 16        |
| 2017                  | Kawasaki Frontale     | J1 League             | 34           | 23           | 2                     | 0                     | 5             | 0             | 10       | 6         | 51        | 29        |
| Tổng cộng sự nghiệp   | Tổng cộng sự nghiệp   | Tổng cộng sự nghiệp   | 206          | 78           | 19                    | 7                     | 28            | 6             | 16       | 9         | 269       | 100       |

### Bàn thắng quốc tế
Tỉ số và kết quả liệt kê bàn thắng của Nhật Bản trước.
| #  | Ngày                 | Địa điểm                                | Đối thủ    | Tỉ số | Kết quả | Giải đấu                |
| -- | -------------------- | --------------------------------------- | ---------- | ----- | ------- | ----------------------- |
| 1. | 12 tháng 12 năm 2017 | Sân vận động Ajinomoto, Tokyo, Nhật Bản | Trung Quốc | 1–0   | 2–1     | Cúp bóng đá Đông Á 2017 |
| 2. | 16 tháng 12 năm 2017 | Sân vận động Ajinomoto, Tokyo, Nhật Bản | Hàn Quốc   | 1–0   | 1–4     | Cúp bóng đá Đông Á 2017 |

## Danh hiệu

### Câu lạc bộ
- J1 League (1): 2017

### Cá nhân
- J. League MVP Award (1): 2017
- Đội hình tiêu biểu J. League (2): 2016, 2017
- J. League Vua phá lưới (1): 2017